# Sd.Kfz. 11
SdKfz 11 (Sonderkraftfahrzeug 11) bylo německé kolopásové vojenské vozidlo používané během druhé světové války.
Jednalo se o dělostřelecký tahač, který mohl táhnout lehká a střední děla a houfnice do ráže 10,5 cm. Během války byl však využíván i k jiným přepravním účelům. Jednalo se o rozšířený a hojně používaný stroj německých ozbrojených sil.